# Cuội kết

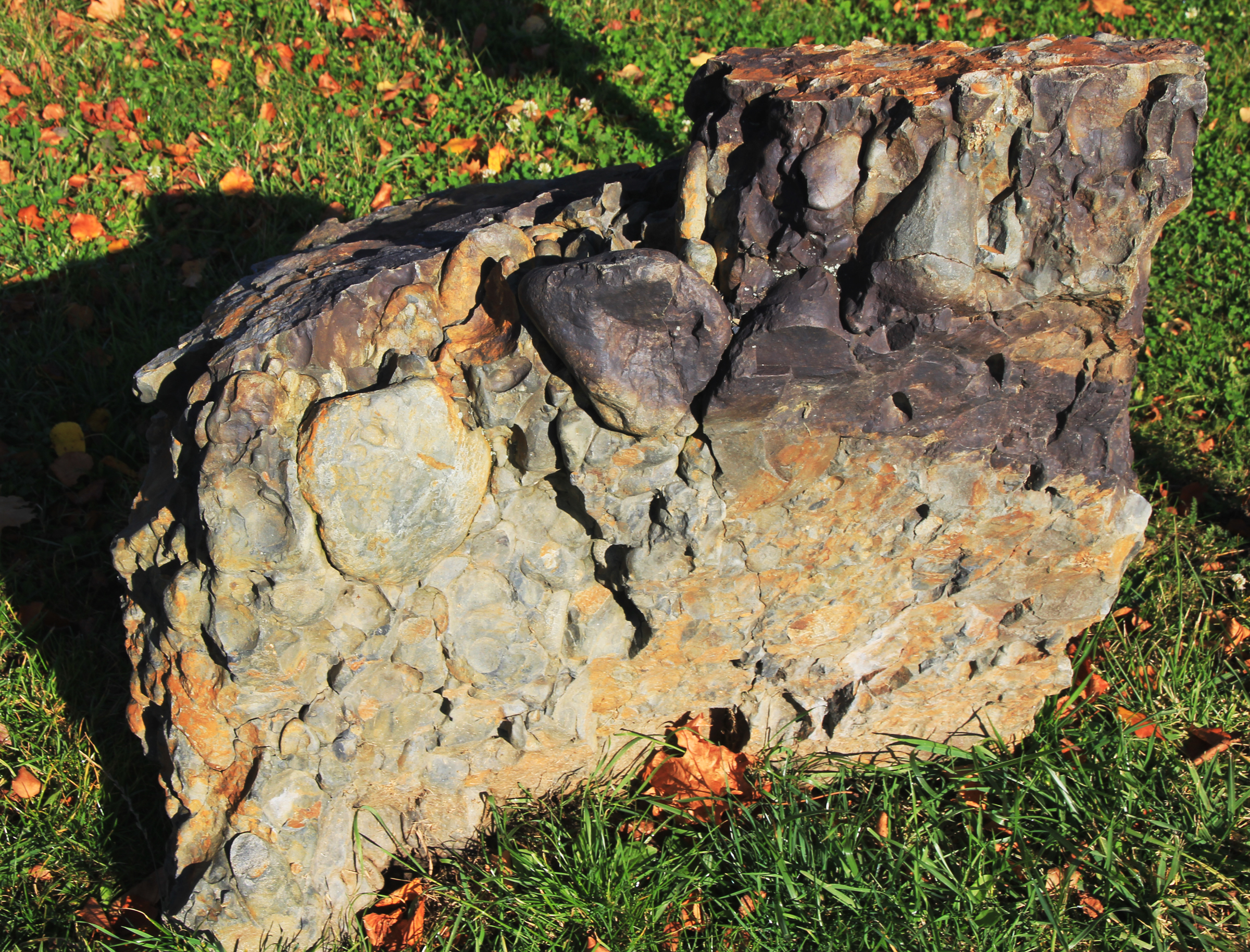

Cuội kết (Tiếng Anh: Conglomerate) là một loại đá trầm tích gồm ba thành phần chính là: hạt cuội (pebble) được mài tròn có kích thước từ 2mm đến vài trăm mm, hạt vụn lấp đầy (clast) và xi măng gắn kết.
Cuội kết khác với dăm kết (breccias) ở chỗ nó chứa các hạt có độ mài tròn cao, trong khi dăm kết cấu thành bởi những mảnh sắc cạnh hơn.